# Vendeuil-Caply
Vendeuil-Caply è un comune francese di 475 abitanti situato nel dipartimento dell'Oise della regione dell'Alta Francia.
Il territorio comunale ospita le sorgenti del fiume Noye.

## Società

### Evoluzione demografica
Abitanti censiti